# Anthonotha macrophylla
Anthonotha macrophylla är en ärtväxtart som beskrevs av Ambroise Marie François Joseph Palisot de Beauvois. Anthonotha macrophylla ingår i släktet Anthonotha och familjen ärtväxter. Inga underarter finns listade i Catalogue of Life.